# Mikrogravitáció

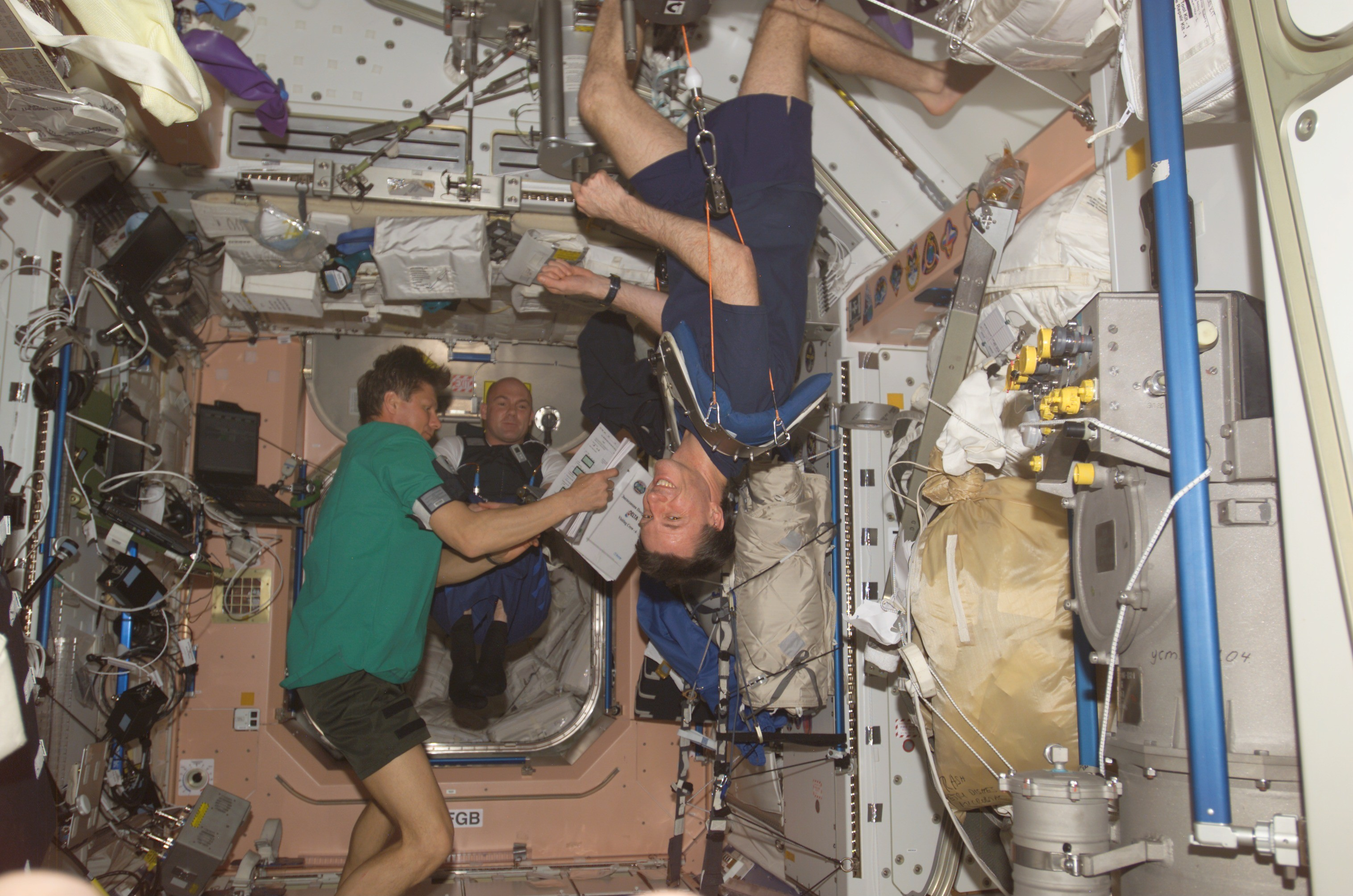
A Nemzetközi Űrállomás egyik személyzete (középen, látszólag fejjel lefelé az egyik űrhajós edzést végez)

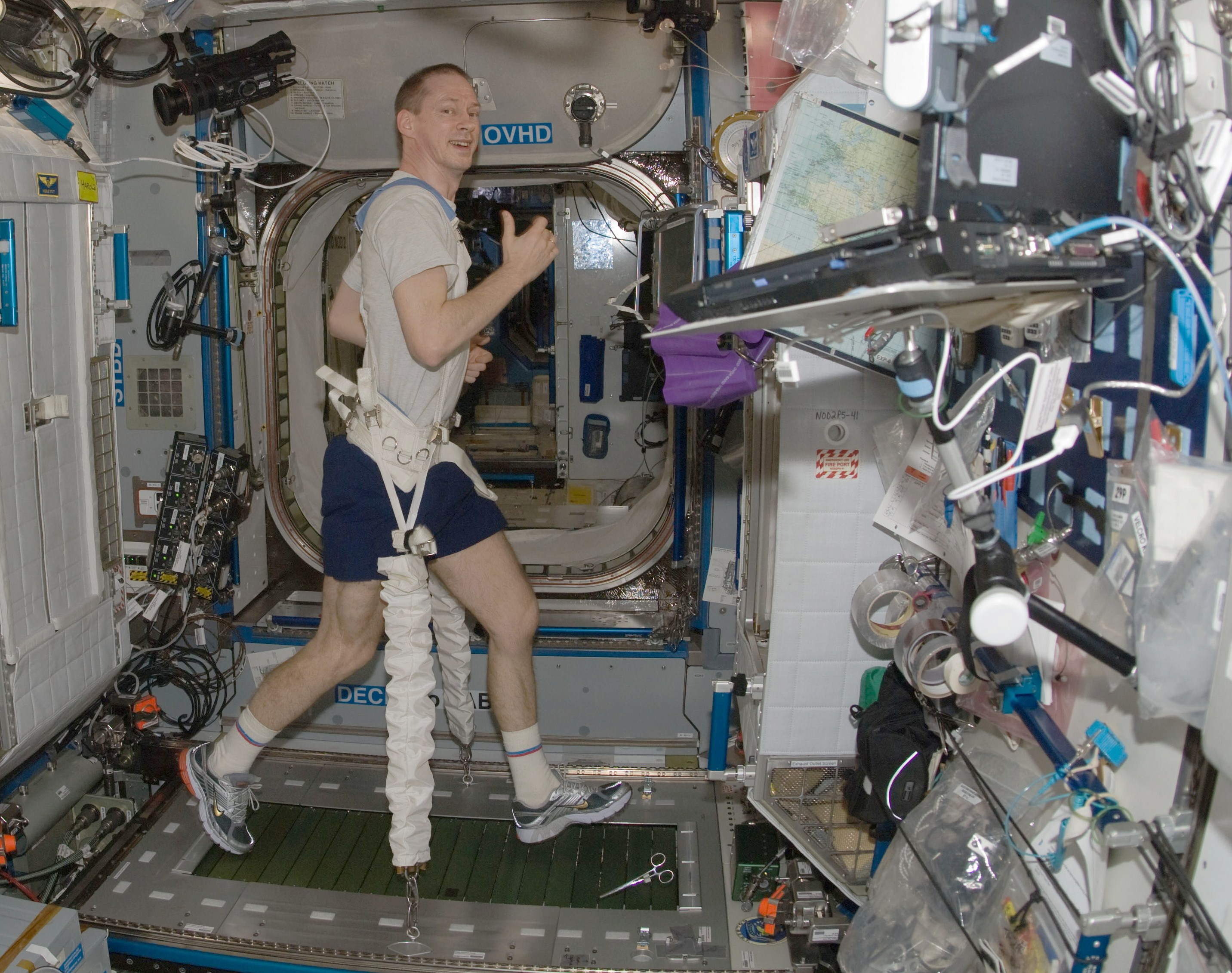
Frank De Winne űrhajós futópadi edzést végez. A testét rugalmas szalagok szorítják a futófelülethez

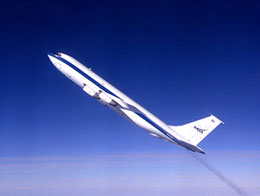
Meredek emelkedést végző speciális repülőgép a súlytalanság gyakorlásához (a gép típusa: KC-135A)

Átmeneti súlytalanságot létrehozó repülőgép magassági pályája

A mikrogravitáció (általában közelítően ekvivalensnek tekintjük a súlytalansággal) az az állapot, amelyben egy testre  kizárólag gravitációs erő hat inerciarendszerben vizsgálva. A Földön, vákuumban eső test a súlytalanság állapotában van, hasonlóképpen az orbitális pályán haladó testekkel. Mindkettő szabadesést végez.
A mikrogravitáció nem feltétlenül jelenti a gravitáció hiányát, és gyakorlati esetekben a mikrogravitáció a szabadeséssel tekinthető azonos értelműnek. A „mikro” előtag azt jelzi, hogy a test súlya elenyészően kicsi (a földinek egymilliomod része vagy még kisebb).
A súlytalanság a légkörben is előállítható, ha a repülőgép parabolapályán a földfelszín felé zuhanva halad. Rutinszerűen alkalmazzák az űrhajósok kiképzése során, időtartama rendszerint 25 másodperc. Ezzel a módszerrel forgatták az Apolló 13 film súlytalanságban játszódó jeleneteit is.
A súlytalanság speciális körülményeit felhasználják biológiai, kémiai, élettani, metallurgiai és egyéb kutatások céljára.
Turisztikai célra fejlesztés alatt állnak olyan járművek, amikkel szuborbitális repülést, ún. „űrugrást” lehet végezni. Ennek során a súlytalanság több percig tart.
Hasonlóképpen a test szervei is úgy viselkednek, mintha nem lenne gravitáció.

## A súlytalanság élettani hatásai
Súlytalanságban töltött több hét után nemkívánatos elváltozások jelentkeznek az emberi szervezet fiziológiai alkalmazkodásában. Az ezek ellensúlyozására végzett fizikai gyakorlatok csak részben egyenlítik ki ezeket a hatásokat, még jól képzett, motivált űrhajósok esetén is.
Megfelelő ellenhatás csak mesterséges gravitációval váltható ki, ami nagyobb méretű űrállomás (pár száz méteres átmérő) esetén annak tengely körüli forgatásával hozható létre.
- Folyadékeloszlás

Az emberi szervezetben lévő folyadékok a test alsó részéből a fej felé mozdulnak el. Sok további hatásnak ez a kiváltó oka.
- Folyadékveszteség

Az agy érzékeli a megnövekedett folyadékmennyiséget, és a folyadékkiválasztás növelésével válaszol. Ez kalciumvesztéshez és a csontok elgyengüléséhez vezet. A vér mennyisége akár 10%-kal is csökkenhet, ami a kardiovaszkuláris rendszer módosulásával jár. Könnyen előállhat kiszáradás (dehidratáció) is.
- Elektrolit egyensúlyhiány

A folyadékeloszlás megváltozása a kálium és a nátrium egyensúlyának felborulásával jár.
- Kardiovaszkuláris változások

A mellkasi területen megnövekvő folyadékmennyiség kezdetben a bal szívkamra térfogatának és a szív által kiadott vérmennyiségnek a növekedéséhez vezet. Ahogy a szervezet igyekszik helyreállítani az egyensúlyt, folyadékot választ ki, a bal szívkamra térfogata és a szív által szállított vérmennyiség csökken.
Gravitációs térbe való visszatérés után a folyadék az alsó testfélbe áramlik, a szív által szállított vérmennyiség a normális alá csökken. Néhány heti időtartam szükséges hozzá, hogy a folyadékmennyiség visszatérjen a normális értékre, a szív térfogata és szállítóképessége helyreálljon.
A szív izmainak teljesítménye idővel csökken (mivel kevesebb munkával tudják szállítani a vért); 18 hónapos vagy hosszabb tartózkodás alatt az alakja megváltozik, 9%-kal gömbszerűbbé válik. A szív alakjának megváltozása átmenetinek tűnik, a gravitációba való visszatérés után visszanyeri hosszúkás alakját.
A vérnyomással összefüggő jelenség, hogy a Földre visszatérve az űrhajósok hajlamosak elájulni, ami fekvésből vagy ülésből való felálláskor a hirtelen vérnyomásesés következménye (ortosztatius hipotenzió).
- Vörösvérsejt-csökkenés

A szovjet és amerikai űrrepülések előtt és után vett vérminták alapján a vörösvérsejtek mennyisége egyes esetekben 0,5 literrel csökkent. Vizsgálat tárgya, hogy ez a lépműködés csökkenésének következménye-e.
- Izomveszteség

Izomsorvadás lép fel, mivel a gravitációs izmok nincsenek használva. Az összehúzó proteinek és a szövetek mennyisége csökken. A hatás hasonló a stressz, a rossz táplálkozás, a krónikus mozgáshiány következményeivel.
- Csontveszteség

A csontszövetek elmozdulnak onnan, ahol szükség van rájuk, olyan helyre, ahol fölöslegesek. Ezt a folyamatot a csontszövetek stressz esetén fellépő piezoelektromos viselkedése szabályozza. Mivel a csontokon nincs terhelés, gyakorlatilag oldódni kezdenek. A veszteség elérheti a havi 1%-ot csonttömegre vonatkoztatva. Bár a kérgi csontok regenerálódnak, a szivacsos csontok elváltozásai visszafordíthatatlanok lehetnek. A megfelelő étkezés és a fizikai gyakorlatok csak részben hatásosak a veszteségek csökkentésében. Rövid ideig tartó, intenzív erőgyakorlatok hatásosabbak, mint a hosszú ideig tartó, kevésbé erőigényes gyakorlatok (mint pl. a szobakerékpár). A vizsgálatok szerint a csontveszteség elsősorban a gravitációs térben súlyt hordozó csontokban következik be: a lábak és a gerinc csontjaiban. A súlyt nem hordozó csontok, mint a koponya és az ujj csontjai nincsenek érintve a leépülési folyamatban.
- Hiperkalcémia

A hiperkalcémia jelentése: abnormálisan magas kalciumszint a vérben. A folyadékveszteség és a csontok leépülése miatt a vérben megemelkedik a kalcium koncentrációja. Ennek következménye lehet vesekő kialakulása.
- Az immunrendszer változásai

Növekszik a fehérvérsejt-koncentráció, csökken az eozinofil-, a monocita- és B-limfocita-mennyiség, emelkedik a szteroid hormonok száma, növekszik a T-limfociták vesztesége.
Amikor 1983-ban, a Spacelab fedélzetén emberi limfocita-kultúrákat konkanavalin „A” hatásának tettek ki kémcsőben, a T-limfociták aktivitása csak 3%-kal növekedett a Földön mért értékekhez képest. A T-limfociták működésének csökkenése a szervezet rákbetegséggel való ellenállását csökkenti, amit az űrben tapasztalható sugárzás még súlyosbít.
- Az orvosi eljárásokkal szembeni megváltozott viselkedés

Mivel a folyadékeloszlás a testben megváltozik, a bevett gyógyszerek másképpen oszlanak el. A sejtmembránok vastagabbak lesznek, és kevésbé átjárhatóak, ez csökkenti az antibiotikumok hatását. Az űrbéli sebészet nagyban megváltozik: a szervek lebegnek, a vér nem gyűlik össze egy helyen, és a transzfúzió mechanikus rásegítést igényel.
- Szédülés és térbeli dezorientáltság

Súly hiányában a test nem érzékeli a „fent” és „lent” fogalmát. Az űrhajósok a „függőleges” érzetének gyors és váratlan megváltozásáról számoltak be. Olyan helyiség, ami egy adott nézőpontból jól ismert, ismeretlenné válik másik nézőpontból nézve. Ed Gibson, a Skylab egyik űrhajósa arról számolt be, hogy a figyelőszoba hirtelen elvesztette otthonosságát, amikor a begyakorolt függőleges irányhoz képest 45°-kal eltérve közeledett hozzá.
Bizonyítékok szólnak amellett, hogy a súlytalanságban az agy a helyzet és az irány meghatározásában még inkább a látásra támaszkodik, és kevésbé más érzékszervekre. A Skylab űrhajósai keringés közben azt tapasztalták, hogy nem tudják meghatározni a körülöttük lévő tárgyak helyzetét a testükhöz képest, ha nem látják őket.
- Az űrhöz való alkalmazkodás szindrómája

Tünetei: szédülés, hányás, fejfájás, álmosság, étvágytalanság, gyengeség, letargia, sápadtság, izzadás. Az űrhajósok felét érinti. A Földön tapasztalható tengeribetegséggel nem mutat összefüggést. A tünetek 1-3 napig tartanak.
- A végzett gyakorlatok kapacitásának csökkenése

A csökkent motiváció és fiziológiai változások következménye. Valerij Rjumin orosz űrhajós ezt írta a visszaemlékezésiben: „A Földön a [torna] élvezet volt, de [az űrben] kényszeríteni kell magunkat, hogy csináljuk. Amellett, hogy egyszerűek a gyakorlatok, unalmasak is.” Az eszközök használata nehézkes: a futógépet, a szobabiciklit, az evezőpadot szilárdan rögzíteni kell, hogy ne mozdulhasson el. Az izzadság nem folyik le, hanem egy helyen összegyűlik, ami további melegségérzetet kelt, és fokozza az izzadást. A Skylab űrhajósai arról számoltak be, hogy a gyakorlatok közben a mellkason egy centi mély tócsákban lötyögött az izzadság, ami undorító volt.
- A szag- és ízérzékelés tompulása

A fejben megnövekedett folyadékmennyiség a megfázáshoz hasonlóan a szag- és ízérzékelés tompulásával jár. Mivel az étel illatanyagai nehezen jutnak el az orrig, növekszik az erős fűszerezés iránti igény: torma, mustár, erős paprika.
- Súlyveszteség

A folyadékveszteség, a csökkent étvágy a testsúly csökkenéséhez vezet. Az űrhajósok hajlamossá válnak kevesebbet enni a szükségesnél. Ennek elkerülésére változatos étrendet és fizikai gyakorlatokat írnak elő.
- Felfúvódás, puffadás (flatulencia)

Mivel az emésztőrendszerben keletkező gázok a gravitáció hiánya miatt nem tudnak szétválni a folyékony tápláléktól, ezért a súlytalanság állapotában nincs büfögés. Az emiatt nagyobb mennyiségű bélgáz a végbélnyíláson keresztül távozik. A Skylab egyik személyzeti orvosa, Joe Kerwin szavaival: „Nagyon hatásosan, nagy mennyiségben és gyakran.”
- Az arckifejezés torzulása

Az arc felpuffad és kifejezéstelenné válik. Mások hangulatának leolvasása az arcról különösen oldalról és fejjel lefelé szinte lehetetlen.  A beszéd kissé orrhangúvá válik.
- A testtartás megváltozása

Az önkéntelenül felvett testtartás a magzat testtartásához válik hasonlóvá. A gerinc hossza megnövekszik. Mindegyik Skylab űrhajós magassága 2 cm-rel vagy többel megnőtt az űrbeli tartózkodása alatt. Erre a tervezőknek az űrruhák méretének beállításában figyelniük kell.
- A mozgáskoordináció megváltozása

A Földön megszokott mozgáskoordináció, amikor egy tárgyat megfogunk, a saját karunk súlyát önkéntelenül kompenzáljuk, tehát nagyobb erőt fejtünk ki a tárgy súlyánál. A súlytalanságban az izommozgás emiatt túlzott, az űrhajós a tárgy „fölé” nyúl.
A fentiek közül sok változás nem okoz problémát az űrbeli tartózkodás alatt. A problémák a gravitáció visszatérésekor jelentkeznek. Különösen kritikus a légkörbe ereszkedés és leszállás folyamata, amikor a testsúly a nulláról percek alatt a normál földi súly fölé emelkedik.
1984-ben, 237 napos űrbeli tartózkodás és leszállás után szovjet űrhajósok úgy vélték, hogy ha az űrbeli tartózkodásuk hosszabbra nyúlik, nem élték volna túl a visszatérést.
1987-ben, 326 napos űrbeli tartózkodás után Jurij Romanyenko űrhajós rendkívüli fáradtságot érzett mind fizikai, mind szellemi értelemben. Munkanapját 4,5 órára csökkentették, az alvásidőt 9 órára nyújtották. A napi biciklizés és futópados gyakorlat minden nap 2,5 óra volt. A küldetés végén a szovjetek az addigi gyakorlattal szemben tartalék űrhajóst küldtek fel, aki visszahozta Romanyenko-t.
Vlagyimir Tyitov és Musza Manarov az egyéves űrbeli tartózkodást is túllépte 366 nappal (1988. december 21-én). Későbbi szovjet űrhajósok még ezt a rekordot is megdöntötték. Ezek az időtartamok az emberi teljesítőképesség határait feszegetik.